# Église des Dominicains de Vienne
Pour les articles homonymes, voir Église des Dominicains.
L'église des Dominicains de Vienne est une église catholique romaine, située dans l'arrondissement d'Innere Stadt.

## Histoire
L'ordre des Prêcheurs s'installe à Vienne en 1226 avec le soutien de Léopold VI d'Autriche. Un monastère est construit avec une chapelle attenante sur un terrain donné près de la Stubentor. La chapelle romane est consacrée en 1237, mais est reconstruite en 1283 à cause de deux incendies, elle fait place alors à une grande église gothique. Le chœur est béni en 1302 par le cardinal dominicain, le futur pape Benoît XI. Au cours du siège turc en 1529, l'église est en grande partie démolie pour renforcer l'enceinte de Vienne.
Le 6 mai 1631, l'empereur Ferdinand II de Habsbourg commande une nouvelle église dans le style baroque. La construction dure trois ans, l'église est consacrée en octobre 1634. Le dôme et la façade sont ensuite construits de 1666 à 1674. L'église dominicaine est alors la plus grande église de Vienne, après la cathédrale Saint-Étienne.
En 1927, le pape Pie XI élève l'église au rang de basilique mineure.

## Décorations
De nombreux maîtres d'œuvre et artistes italiens participent à la construction de l'église baroque comme le fresquiste Carpoforo Tencalla (it) ou les maîtres Cypriano Biasino (de), Antonio Canevale (de) ou Jacopo Spacio. La taille de pierre est faite sous la direction de Hieronymus Bregno (de). La conception de la façade est basée sur les premières églises baroques romaines, elles-mêmes inspirées de la basilique Santa Maria Novella. La façade de l'église comprend autour de la Vierge du portail huit autres statues en pierre de saints appartenant à tous l'ordre dominicain : à côté d'elle prient Catherine de Sienne et Agnès de Montepulciano ; Dans les niches du premier étage il y a des statues de Louis Bertrand et Rose de Lima, et au deuxième étage Hyacinthe de Cracovie et Vincent Ferrier et aux coins celles d'Albert le Grand et de Thomas d'Aquin.
Le grand autel actuel de Karl Rösner est illustré d'une peinture de Leopold Kupelwieser de 1840. Le tableau de l'autel de la chapelle Saint-Thomas est de Frans Luycx. En 1896, l'orgue de Rieger est posé.
Les peintures du plafond de style baroque primitif de la nef sont commandées en 1675 à Matthias Rauchmüller (de). La plupart représentent la Vierge Marie. La fresque du dôme d'origine est attribuée à Nicolas van Hoy. En 1820 un nouveau dôme plat est érigé, Franz Geyling fait la nouvelle décoration en 1836.